# FMなんじょう
FMなんじょう（エフエムなんじょう）は、沖縄県南城市の一部地域を放送区域とする超短波放送（FM放送）をしていた特定地上基幹放送事業者である株式会社FMしまじり（エフエムしまじり）が保有していた特定地上基幹放送局の呼出名称である。
FMしまじりは、FMなんじょうをそのまま愛称としてコミュニティ放送を行っていた。
法人としてのFMしまじりはFMなんじょう廃局後、コミュニティ放送空白域だった与那原町で新たにFMよなばる（エフエムよなばる）の放送免許を取得し開局。一方、FMなんじょうの放送設備・送信所等は新たに合同会社南笑事（みなみしょうじ）が引き継ぎ、新規に放送免許を取得しハートFMなんじょう（ハートエフエムなんじょう）の名称で新たに開局した。当項では「FMなんじょうと同一法人が現在運営するコミュニティ放送局」および免許は新規取得したが「FMなんじょうの実質的後継局たるコミュニティ放送局」の両局についても記述する。

## 概要
南城市が設備を整備し、民間事業者が免許を取得して公設民営方式で運営していた。スタジオは、2012年（平成24年）11月にオープンしたイオンタウン南城大里内に所在。
（株）FMしまじりは南城市との契約終了により2018年（平成30年）2月末にFMなんじょうの運営を終了し、与那原町でコミュニティ放送をすると発表した。1月11日に特定地上基幹放送局の予備免許を取得。呼出名称はFMよなばる。呼出符号はJOZZ0CN-FM、周波数79.4MHz。2月28日にFMなんじょうを閉局。3月20日にFMよなばるの特定地上基幹放送局の免許を取得し、25日に開局した。
FMよなばるは2024年3月29日、送信所を与那原町内から南風原町のおきなわTOWERに移設。同タワーは以前よりエフエム那覇の送信所となっており、同一の電波塔が異なる放送対象地域の複数のコミュニティFMの親局となる初めての例となった。
一方、南城市では合同会社南笑事がFMなんじょうの設備を受け継ぎ、2月15日に特定地上基幹放送局の予備免許を取得した。呼出名称はハートエフエムなんじょう（愛称：ハートFMなんじょう）、呼出符号はJOZZ0CO-FM、周波数は77.2MHzで引き継がれることなる。FMなんじょう閉局の同日の28日に南笑事がハートFMなんじょうの特定地上基幹放送局の免許を取得、3月12日にハートFMなんじょうが開局した。
両者とも予備免許を取得したので新規開設として扱われる。電波法令上は（株）FMしまじりの特定地上基幹放送局の設置場所の変更ではなく、南笑事も事業譲渡による特定地上基幹放送局の免許人の地位承継ではないので、（株）FMしまじりがFMなんじょうの放送に対して保有していた親局と中継局の計4局の特定地上基幹放送局は廃止され、FMしまじりが新たにFMよなばるに対する免許を得て同時に本社所在地もFMよなばるの演奏所と同じ地に移転、南笑事が廃止されたFMなんじょうと同じ親局と中継局で新たに免許を得たものとなる。
FMしまじりと同じく、南笑事も2023年が期限となっていた5年間の契約を更新せず、ハートFMなんじょうを2023年3月31日で放送終了、閉局となった。

## 沿革
- 2012年（平成24年）
  - 4月2日　株式会社FMしまじり設立
- 2013年（平成25年）
  - 1月29日　特定地上基幹放送局の予備免許取得
  - 2月26日　特定地上基幹放送局の免許取得[7]
  - 2月28日　開局[1]
- 2015年（平成27年）
  - 3月31日　南城大里、南城新開、南城久高の3中継局の免許取得
- 2018年（平成30年）
  - 1月11日 （株）FMしまじりが特定地上基幹放送局の予備免許取得、呼出名称はFMよなばる
  - 2月15日　南笑事が特定地上基幹放送局の予備免許取得、呼出名称はハートFMなんじょう
  - 2月28日
    - FMなんじょう閉局
    - 南笑事がハートFMなんじょうの特定地上基幹放送局の免許取得

  - 3月12日　ハートFMなんじょう開局
  - 3月20日 （株）FMしまじりがFMよなばるの特定地上基幹放送局の免許取得
  - 3月25日　FMよなばる開局
- 2023年（令和5年）
  - 1月10日　南笑事がハートFMなんじょうを3月末で閉局することを発表[6]
  - 3月31日　ハートFMなんじょう、23時をもって放送終了、閉局
- 2024年（令和6年）
  - 3月29日　FMしまじり、親局をおきなわTOWERに移転[8]